# Dorette Berthoud
Dorette Berthoud (Neuchâtel, 28 april 1888 – aldaar, 10 januari 1975) was een Zwitserse schrijfster en journaliste.

## Biografie
Dorette Berthoud was de dochter van Edmond Roethlisberger, een rentenier en voorzitter van de Zwitserse vereniging van musici. Ze huwde in 1908 bankier Jacques Louis Berthoud, die echter reeds in 1916 overleed.
Na haar schooltijd in Neuchâtel studeerde ze letteren aan de Sorbonne.
Ze schreef verscheidene romans, waaronder Vivre comme on pense in 1940, maar schreef eveneens kortverhalen, biografieën, geschiedenisboeken en literaire en kunstrecensies. Ze was tevens journaliste voor de kranten La Gazette de Lausanne en La Patrie suisse.
In 1932 won ze de Prix de l'Académie française en in 1940 de Schillerprijs.

## Onderscheidingen
- Prix de l'Académie française (1932)
- Schillerprijs (1940)